# Língua itsequiri
A língua itsequiri é uma importe ramo das línguas ioruboides. Pertence à subfamília linguística Volta-níger e à família atlântico-congolesa da línguas nigero-congolesas. É falada pelos itsequiris.